# After Forever
After Forever var et hollandsk symfonisk metal band med stærk indflydelse fra progressiv metal. Bandet var meget afhængige af at bruge både sopran vokal og death grunts. I februar 2009 blev det bekendtgjort at After Forever var opløst.

## Diskografi

### Studialbums
| Prison of Desire                                                                  | - Released: 24 April 2000 - Re-release: 5 June 2008 - Label: Transmission - Formats: CD                       | —  | —  | —   | —  | —  | —   |
| Decipher                                                                          | - Released: 27 December 2001 - Re-release: 3 December 2011 - Label: Transmission - Formats: CD, LP            | —  | —  | —   | —  | —  | —   |
| Invisible Circles                                                                 | - Released: 25 March 2004 - Re-release: 11 November 2016 - Label: Transmission - Formats: CD                  | 24 | —  | —   | 74 | —  | 272 |
| Remagine                                                                          | - Released: 8 September 2005 - Re-release: 21 November 2015 - Label: Transmission - Formats: CD, SACD, CD+DVD | 21 | —  | —   | 55 | 96 | —   |
| After Forever                                                                     | - Released: 20 April 2007 - Label: Nuclear Blast - Formats: CD, CD+DVD, LP, digital download                  | 6  | 98 | 105 | 89 | 72 | 234 |
| "—" denotes a recording that did not chart or was not released in that territory. | |    |    |     |    |    |     |

### Opsamlingsalbums
| Mea Culpa                                                                         | - Released: 19 June 2006 - Label: Transmission - Formats: CD                             | 69 |
| Eccentric                                                                         | - Released: 8 November 2019 - Label: Transmission - Formats: Digital download, streaming | —  |
| "—" denotes a recording that did not chart or was not released in that territory. |                                                                                          |    |

### EP'er
| Exordium                                                                          | - Released: 17 October 2003 - Re-release: 11 November 2016 - Label: Transmission - Formats: CD | 56 |
| "—" denotes a recording that did not chart or was not released in that territory. |                                                                                                |    |

### Singler
| 2000                                                                              | "Follow in the Cry" / "Silence from Afar" | —  | Prison of Desire  |
| 2002                                                                              | "Emphasis" / "Who Wants to Live Forever"  | —  | Decipher          |
| 2002                                                                              | "Monolith of Doubt"                       | —  | Decipher          |
| 2003                                                                              | "My Choice" / "The Evil That Men Do"      | —  | Exordium          |
| 2004                                                                              | "Digital Deceit"                          | 41 | Invisible Circles |
| 2005                                                                              | "Being Everyone"                          | 54 | Remagine          |
| 2006                                                                              | "Two Sides" / "Boundaries Are Open"       | —  | Mea Culpa         |
| 2007                                                                              | "Energize Me"                             | 94 | After Forever     |
| 2007                                                                              | "Equally Destructive" (DVD single)        | 89 | After Forever     |
| "—" denotes a recording that did not chart or was not released in that territory. |                                           |    |                   |

### Musikvideoer
- "Emphasis" (2002)
- "My Choice" (2003)
- "Digital Deceit" (2004)
- "Being Everyone" (2005)
- "Energize Me" (2007)
- "Equally Destructive" (2007)
- "Discord" (2007)

### Demoer
| Titel             | Detaljer                                              |
| ----------------- | ----------------------------------------------------- |
| Ephemeral         | - Released: 1999 - Label: Self-released - Formats: CD |
| Wings of Illusion | - Released: 1999 - Label: Self-released - Formats: CD |